# Diradops nishidai
Diradops nishidai là một loài tò vò trong họ Ichneumonidae.